# Guissény
Guissény (tiếng Breton: Gwiseni) là một xã của tỉnh Finistère, thuộc vùng Bretagne, miền tây bắc Pháp.

## Dân số
Người dân ở Guissény được gọi là Guisséniens.

## Breton language
In 2007, there was 22% of the children attended the bilingual schools in primary education.